# Ашот I Куропалат

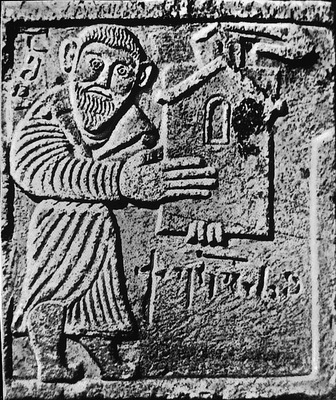
Ашот Багратіоні, рельєф з Опізи

Ашот I Багратіоні (д/н — 826) — цар Тао-Кларджеті з 809 до 826 року. Засновник царської династії Багратіонів. Мав прізвисько «Куропалат».

## Життєпис
Ашот був сином ериставі Тао-Кларджеті Адаренсе і доньки ерісмтавара Іберії Нерсе. Його володіння розташовувалися на північному сході сучасної Грузії. Ставши володарем Кларджеті він намагався боротися з арабами, які на той час володіли кавказькими землями. Спроба Ашота Багратіоні захопити Тбілісі, де на той час сидів арабський емір виявилася невдалою. Тому Ашот вирішив нарощувати сили у своїй землі. Своєю столицей Ашот зробив місто Артануджі. Водночас він визнав залежність від Арабського халіфату. Проте Ашот Багратіоні не складав зброю — уклав угоду з Візантією, яка надала йому почесний титул Кураполата. Разом з тим Ашот Багратіоні військової допомоги від візантійських імператорів не дочекався. Тому вирішив діяти самостійно.
Поступово Ашот I оволодів південною частиною Грузії, після чого приєднав до своїх володінь область Картлі. У 813 або 818 році об'єднані сили Ашота й Теодозіо II, царя Абхазії вщент розбили війська тбіліського еміра Ісмаїла ібн Шуаба або Мухаммада I ібн Атаба в битві на річці Ксані, визволивши значну частину Кахетії. У 826 році Ашот Багратіоні зібрав значну військову потугу, щоб розпочати великих похід проти арабських загарбників. Але цим не дано було здійснитися. Серед знаті виник заколот проти царя, в результаті якого Ашота було вбито.
У подальшому Ашота I Багратіоні за значні заслуги перед країною було канонізовано Грузинською православною церквою.

## Родина
Дружина — ім'я невідоме
Діти:
- Баграт
- Гуарам
- Адаренсе